# Admetos von Epirus
Admetos (altgriechisch Ἄδμητος Ádmētos, regierte vor 470 v. Chr. bis etwa 430 v. Chr.) war ein griechischer König der Molosser, dessen Herrschaft in der Zeit, zu der Themistokles in Athen als einflussreichster Staatsmann wirkte (etwa 493/92 – um 470 v. Chr.), begann. Admetos stand Themistokles tendenziell kritisch gegenüber, nachdem dieser eine nicht näher überlieferte Anfrage des Admetos abgelehnt hatte. 
Themistokles musste aus Athen fliehen, nachdem er der Beteiligung am Verrat des Pausanias beschuldigt worden war. Ein Aufenthalt im zunächst angestrebten Korfu stellte sich als nicht möglich heraus. Themistokles reiste weiter nach Epirus, wo seine einzige Hoffnung die Aufnahme im Haus des Admetos war. Die Gattin des bei seiner Ankunft abwesenden Königs hieß ihn ebenso wie der später heimkehrende Admetos willkommen und sie versicherten ihn ihres Schutzes. Laut Plutarch ignorierte Admetos die Forderungen der athenischen und spartanischen Boten und sorgte für die sichere Weiterreise des Themistokles nach Pydna, seiner nächsten Station auf dem Weg zum persischen Hof.